# Pascual Chávez Villanueva
Pascual Chávez Villanueva, SDB (ur. 20 grudnia 1947) – ksiądz salezjanin, dziewiąty z kolei generał zakonu salezjanów.
Ks. Chávez urodził się 20 grudnia 1947. Pierwszą profesję zakonną złożył w 1964, profesję wieczystą w 1969. 8 grudnia 1973 przyjął święcenia kapłańskie. W latach 1975–1977 studiował Pismo Święte w rzymskim Biblicum. W latach 1980–1988 był dyrektorem studentatu teologicznego, a w latach 1988-1994 inspektorem (prowincjałem) w Meksyku. W 1995 rozpoczął doktorat z teologii biblijnej, który ukończył na Uniwersytecie Papieskim w Salamance. W 1996 został wybrany radcą Regionu, który obejmuje Amerykę Północną, Amerykę Środkową oraz część Ameryki Południowej.
3 kwietnia 2002 został wybrany po raz pierwszy na przełożonego generalnego salezjanów, a 25 marca 2008 po raz drugi.
W latach 2006–2012 był przewodniczącym Unii Wyższych Przełożonych.